# III. Frigyes Ferenc mecklenburg–schwerini nagyherceg
 III. Frigyes Ferenc (németül: Friedrich Franz III., teljes nevén: Frigyes Ferenc Pál Miklós Ernő Henrik, németül: Friedrich Franz Paul Nikolaus Ernst Heinrich; Ludwigslust, 1851. március 19. – Cannes, 1897. április 10.), Mecklenburg–Schwerin negyedik nagyhercege. Asztmája következményeként uralkodása majdnem egész ideje alatt a Genfi-tónál, Palermóban, Baden-Badenban és Cannes-ban élt.

## Élete

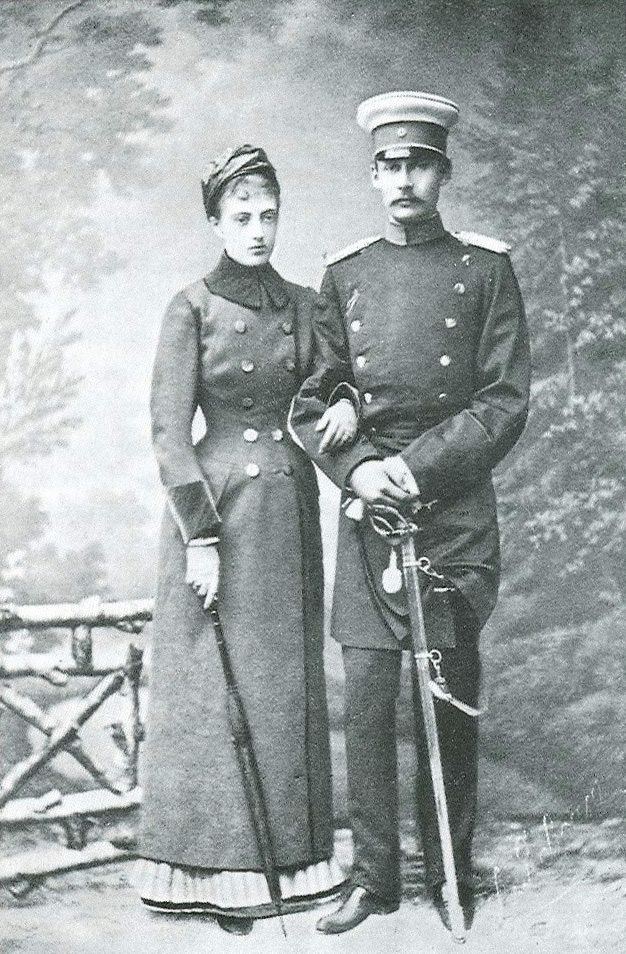
Frigyes Ferenc herceg és Anasztaszija Mihajlovna Romanova nagyhercegnő 1880-ban, eljegyzési fényképükön

Frigyes Ferenc 1851. március 19-én született a ludwigslusti kastélyban II. Frigyes Ferenc mecklenburg–schwerini nagyherceg és felesége, Auguszta első fiaként.
Frigyes Ferenc 1866 és 1870 között egy drezdai iskolán és 1873-ig a bonni egyetemen tanult.
1878-ban Frigyes Ferenc utazott Tifliszbe, hogy megkérje Anasztaszija nagyhercegnő kezét. „A herceg – mindent tekintetbe véve – igen szeretetreméltó személy volt”, és Anasztaszija Mihajlovna beleszeretett. 1879. január 24-én a Téli Palotában tartották az ortodox keretek között lezajlott menyegzőt, melyet egy protestáns követett.
Frigyes Ferenc és felesége az esküvőt követően hazautaztak Szentpétervárról; február 8-án érkeztek meg Schwerinbe. A friss házasok a Marienpalaisban alakítottak ki otthont.
Anasztázia hamar áldott állapotba került, házasságuk első évében született meg első gyermekük, Alexandrina hercegnő (1879–1952), házassága révén dán királyné lett. Frigyes Ferenc gyenge egészsége lehetővé tette a pár számára, hogy a lehető legkevesebb időt töltse Schwerinben, különböző gyógykúrákban és meleg éghajlatú vidékekre tett utazásokban találva meg a mentséget. A nagyhercegnő óhajára hosszú heteket töltöttek Oroszországban, emellett kedvelt úticéljaik közé tartozott Franciaország és Olaszország.
A házaspár éppen Palermóban üdült, mikor világra jött második gyermekük, az édesapja után elnevezett Frigyes Ferenc herceg (1882–1945).
1886-ban, Frigyes Ferenc és Anasztázia utolsó gyermekének, Cecília hercegnőnek (1886–1954), házassága révén porosz és német trónörökösné lett, világra jötte után a nagyhercegi pár minden télen Cannes-ba költözött. A nagyherceg itáliai stílusban, Villa Wenden néven palotát emeltetett számára, ami 1889-re készült el teljesen.
1897. április 10-én elhunyt Frigyes Ferenc egy baleset következtében, ám Schwerin lakosainak körében az a rosszindulatú pletyka terjedt el, hogy tulajdon felesége gyilkolta meg. A nagyherceg halálakor a felesége éppen egy bálon vett részt, s csak hazaérkezve értesült a tragédiáról. Anasztázia nagyhercegné őszintén meggyászolta férjét, egyik udvarhölgyének ezt mondta: „elvesztettem a legjobb barátomat.”

## Fordítás
- Ez a szócikk részben vagy egészben  a   Friedrich Franz III. (Mecklenburg) című német Wikipédia-szócikk fordításán alapul.  Az eredeti cikk szerkesztőit annak laptörténete sorolja fel. Ez a jelzés csupán a megfogalmazás eredetét és a szerzői jogokat jelzi, nem szolgál a cikkben szereplő információk forrásmegjelöléseként.